# 大安溪鐵橋
大安溪鐵橋是位於臺灣苗栗縣三義鄉與臺中市后里區交界、臺灣鐵路管理局舊山線（已廢線）上的一座鐵路橋樑，為台灣日治時期運送物產及南北間交通聯絡的重要橋梁，在1998年9月停用，目前為苗栗縣、臺中市的縣/市定古蹟，為首例跨縣市共同公告指定的文化資產。

## 歷史沿革
1895年（明治28年）日本統治台灣後，認為新竹—打狗（今高雄）間交通不便，乃由台灣陸軍補給廠沿著整修過的清朝官道鋪設臺車軌道，1898年（明治31年）3月全線完工，軌距495mm，軌道上的臺車由人力推送，除了輸送軍需品，也運送興建縱貫鐵路的建材（p. 275）
1899年（明治32年）起闢建縱貫鐵路，大安溪鐵橋所在的三叉河—葫蘆墩（今三義車站—豐原車站）路段是最困難的工區。該路段1903年（明治36年）5月動工，所需材料多且雜，其供給與搬運關係著施工進度和完成期限，於是該年11月在設立三叉河建設事務所（所長：稻垣兵太郎技師）的同時，於三叉河—伯公坑建設搬運線（伯公坑線），該線於伯公坑附近再分出兩線材料搬運線，一線沿內社川、一線沿大安溪北岸，運送建材到內社川鐵橋與大安溪鐵橋工地。（p. 276）:192-196。
而受1904年（明治37年）起日俄戰爭俄國波羅的海艦隊即將東來的影響，於隔年5月緊急建成伯公坑—葫蘆墩複線輕便鐵道，名為軍用速成線，與三叉河—伯公坑搬運線共同擔負三叉河—葫蘆墩縱貫鐵路竣工前的交通聯絡（p. 277）:399-403。

### 鐵路橋時代
- 1903年（明治36年）：
  - 5月4日，鐵橋開工，大倉組承包[7]（p. 280）[9][10]。
  - 11月：三叉河—伯公坑搬運線開工[8]:192。
- 1904年（明治37年）：
  - 5月8日，最早的第5號橋墩基礎成功[11]:37。
  - 5月15日，三叉河經伯公坑到大安溪北岸及内社川的搬運線完工，鐵道部渡部英太郎技師履勘[7]（p. 283-287）。
  - 5月17日，三叉河—伯公坑搬運線營運開始[7]（p. 283-287）[8]:196[12]:37。

- 1905年（明治38年）：
  - 1月3日，伯公坑—後里庄—葫蘆墩臨時複線輕便鐵道（軍用速成線）開工，長14.5公里[7]（p. 284）[8]:406-407。
  - 5月15日，伯公坑—後里庄—葫蘆墩臨時複線輕便鐵道（軍用速成線）完工營運[8]:407[13]（p. 67）；而葫蘆墩以南的縱貫線也通車[7]（p. 284、287）[12]:37。
- 1907年（明治40年）：
  - 6月，橋台與7座橋墩完成[11]:37。
  - 8月31日，連接鐵橋北端的七號隧道完工[8]:176，後續才得以透過鐵路運送鋼桁梁至鐵橋工地[11]:37。
  - 12月18日，開始架設鋼桁梁[8]:223。
- 1908年（明治41年）：
  - 2月9日，鋼桁梁架設完畢[8]:224。
  - 2月14日，大安溪鐵橋竣工，長503.9公尺[7]（p. 280）。
  - 2月19日，三叉河—伯公坑搬運線與伯公坑—後里庄臨時輕便鐵道運輸營業廢止[14]。
  - 2月20日，本橋隨著三叉河（今三義）—里縱貫鐵路通車而啟用，同日三叉河—後里庄軍用速成線停駛[7]（pp. 277、285）[13]（p. 69）。
  - 4月20日，縱貫鐵路里—葫蘆墩（今豐原）通車，南北縱貫線全通，臨時輕便鐵道拆除[7]（pp. 277、285）[13]（p. 69）。
- 1911年 （明治44年）：
  - 8月31日晚間，暴風雨溪水暴漲，沖毀上游側堤防，本橋最南端第8孔桁梁也被沖跌溪底[11]:38，南岸附近路基與七塊溪鐵橋亦流失，北上第24次列車翻覆，數名乘客傷亡[15][16][17][註 1]。
  - 9月29日，大安溪鐵橋臨時線通車[19][註 1]。
- 1912年 （明治45年/大正元年）：
  - 5月中旬，鐵橋部分枕木與南側七塊溪鐵橋遭洪水沖失，同月下旬搶通路線[20][21][註 1]。
  - 7月6日，鐵橋修竣復通[22][註 1]。
  - 8月28日，洪水襲來，上游堤防又潰，鐵橋南側臨時橋流失[23][註 1]。
  - 9月8日，臨時橋與路線搶修通車[24][註 1]。
- 1913年 （大正2年）：
  - 3月28日，大安溪鐵橋復舊與延長工程竣工[25][註 1][26]，長637.39公尺[9][c]。
  - 4月14日，大安溪新堤防完工[25][註 1]。
  - 4月29日，鐵橋與路線試車，由臺灣總督府鐵道部技師新元鹿之助、朝倉政次郎、音羽守等人主持[28][29][註 1]。
- 1935年（昭和10年）4月21日，發生新竹台中大地震，此區舊山線隧道、橋樑、鐵軌損毀至鉅，本橋橋墩也被震損而停用[7]（p. 300）[27]:28。
- 1938年（昭和13年）7月15日，本橋隨著舊山線復舊通車而重新啟用[7]（p. 277-285）。
- 1963年（民國52年）3月31日，台鐵局完成鐵橋鋼桁梁汰換[7]（p. 325）[30]。
- 1978年（民國67年）10月20日，包含本橋在內的舊山線完成電氣化，本橋增設電車線電桿等設備[7]（p. 292）[31]。
- 1998年（民國87年）：
  - 9月23日，舊山線三義—后里最末營運日，最後定期列車（29次莒光號）晚上通過本橋[12]:38-39[32]。
  - 9月24日，「山線鐵路竹南至豐原間改線與雙軌工程」之三義—后里新複線鐵路（新山線）通車[33]，本橋停用。

### 停駛後
- 2010年（民國99年）6月5日，CK124號蒸汽機車牽引活動列車重返舊山線三義—（舊）泰安，途經大安溪鐵橋[34]。
- 2017年 （民國106年）11月23日，苗栗縣政府與臺中市政府會銜公告指定本橋為古蹟[35]。

大安溪鐵橋現封閉禁止通行，但仍有遊客或單車族闖入，在沒有安全圍欄的橋上拍照紀念。

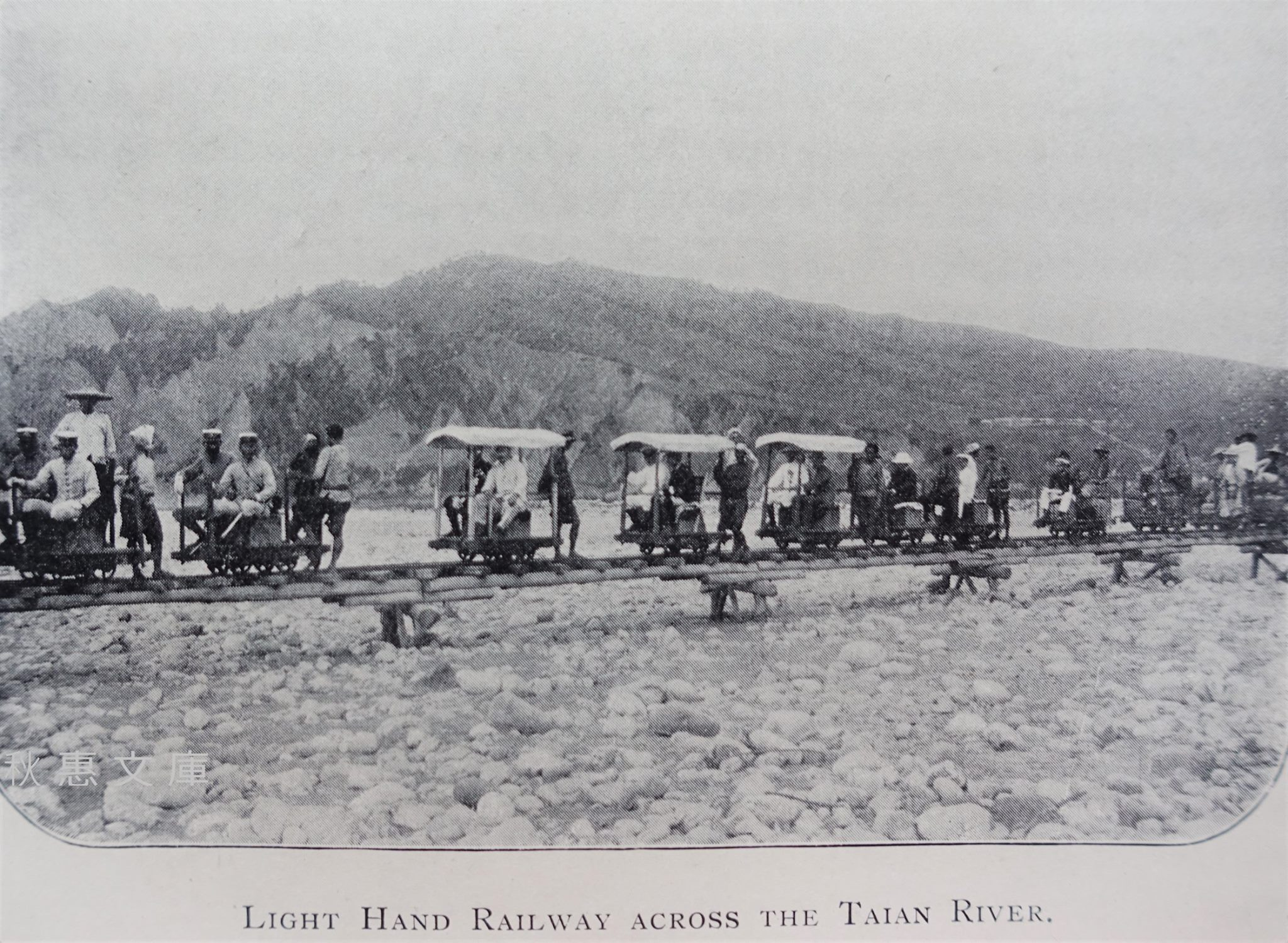
鐵橋完工前先鋪設的輕便鐵道大安溪木橋（1907年）。
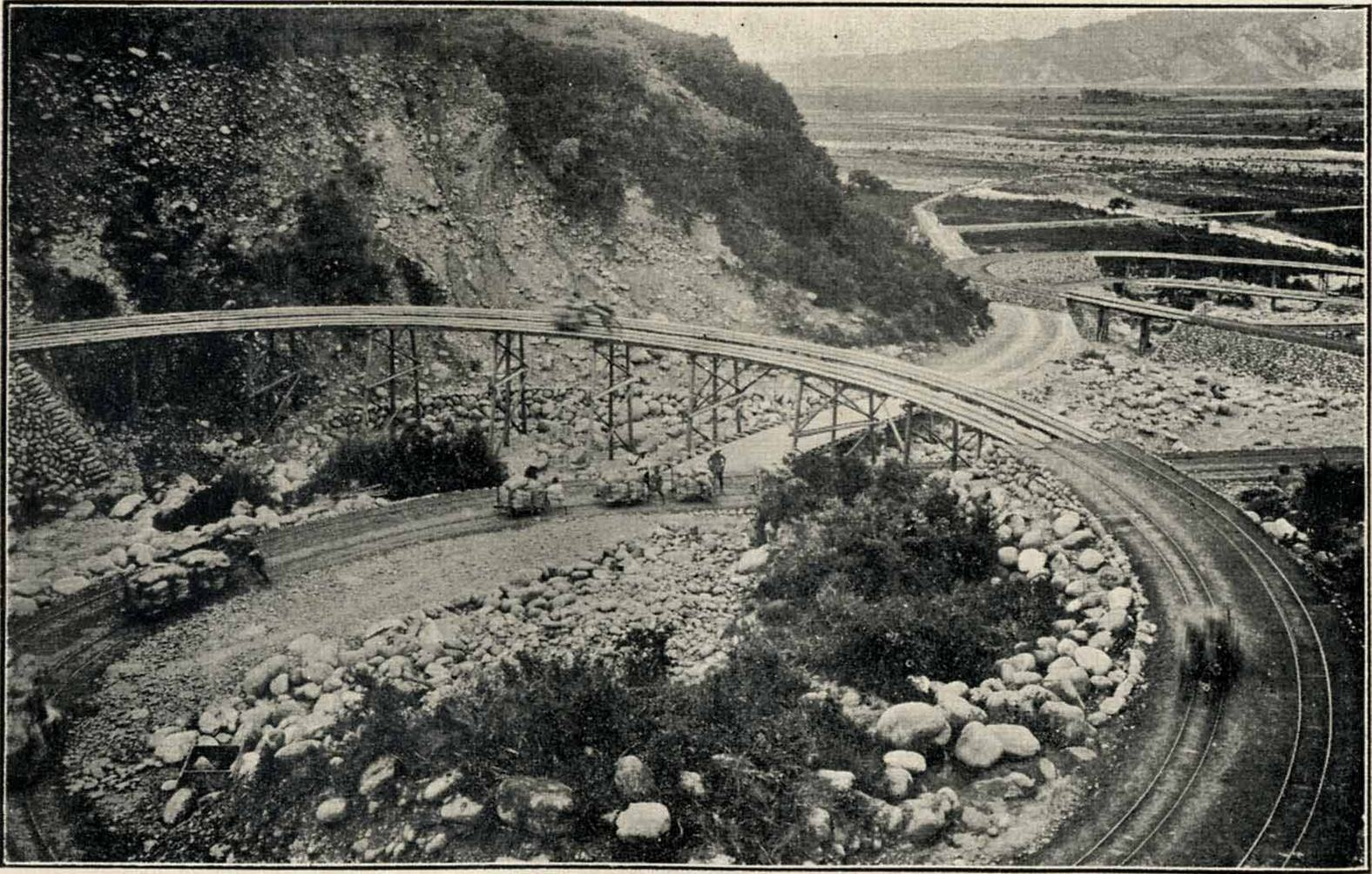
1905年（明治38年）完工的伯公坑—後里庄軍用速成線（大安溪南岸）[8]:408[8]:勘誤表。
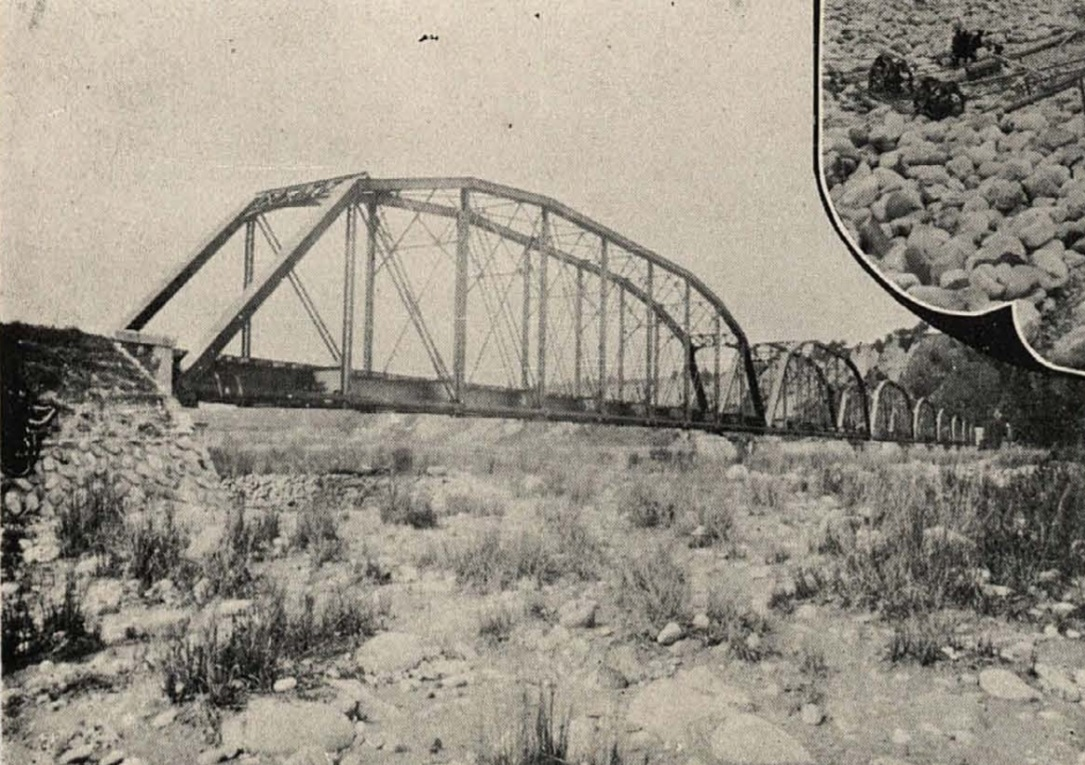
初完工的大安溪鐵橋，8橋孔504公尺[8]:222。

## 結構與設計
大安溪鐵橋為鋼桁架橋，採下承式曲弦桁梁，因外型而稱為花樑鋼橋，與大甲溪鐵橋和下淡水溪鐵橋型式相同。
本橋與舊山線七號隧道南口連接，是舊山線中最長的橋梁，原計劃架設12孔鐵橋，後來為節省經費及配合上游興建堤防縮減河寬而變更設計，橋長縮短為8孔鐵橋（7座橋墩）:214:37，每孔跨度62.41公尺，總長503.9公尺，共投入513,893日圓預算興建（p. 280）。
鐵橋的橋墩為橢圓形，基礎深度達30呎以上。由於大安溪河床多為直徑較大較硬的礫石，沉箱工法下沉速度可能較慢，恐無法在汛期來臨前完成基礎，所以包商改成在河床挖掘大坑至預定深度，吊放橢圓形大鐵筒進坑底以混凝土封底後，再以紅磚砌築基礎至河床面，並在內部插入長鐵棒加勁:36。而河床面以上的橋墩也是紅磚砌造，局部使用日本花崗石與台灣粗石砌築:217。本橋工期長達5年，其中4年耗在基礎與橋墩工程上，是建橋成功的關鍵。
大安溪鐵橋的桁梁1908年（明治41年）竣工時為單線下承式施威德勒式桁梁（Schwedler truss），鋼材為美國橋梁公司（American Bridge Company）製造。

### 改良
- 1911年（明治44年）8月31日水患斷橋後進行復舊，修復落溪的第8孔桁梁，並向南端增建二孔同樣式的橋孔[11]:38，於1913年（大正2年）3月28日竣工，全長增為10橋孔637.39公尺[9][25][26]。
- 1935年（昭和10年）4月21日新竹台中大地震時，各橋墩均有破損、龜裂[27]:28，地震後臺灣總督府交通局鐵道部進行修復，敲除部分橋墩與基礎外圍的紅磚及石材，以鋼筋與舊軌條環繞原橋墩並澆灌混凝土加固[27]:74。
- 現在鐵橋的鋼桁架則在1963年（民國52年）3月31日完成抽換為下承式華倫式桁梁（Warren truss）[30][e]，鋼材由臺灣鐵路局鋼梁廠製造[45]。

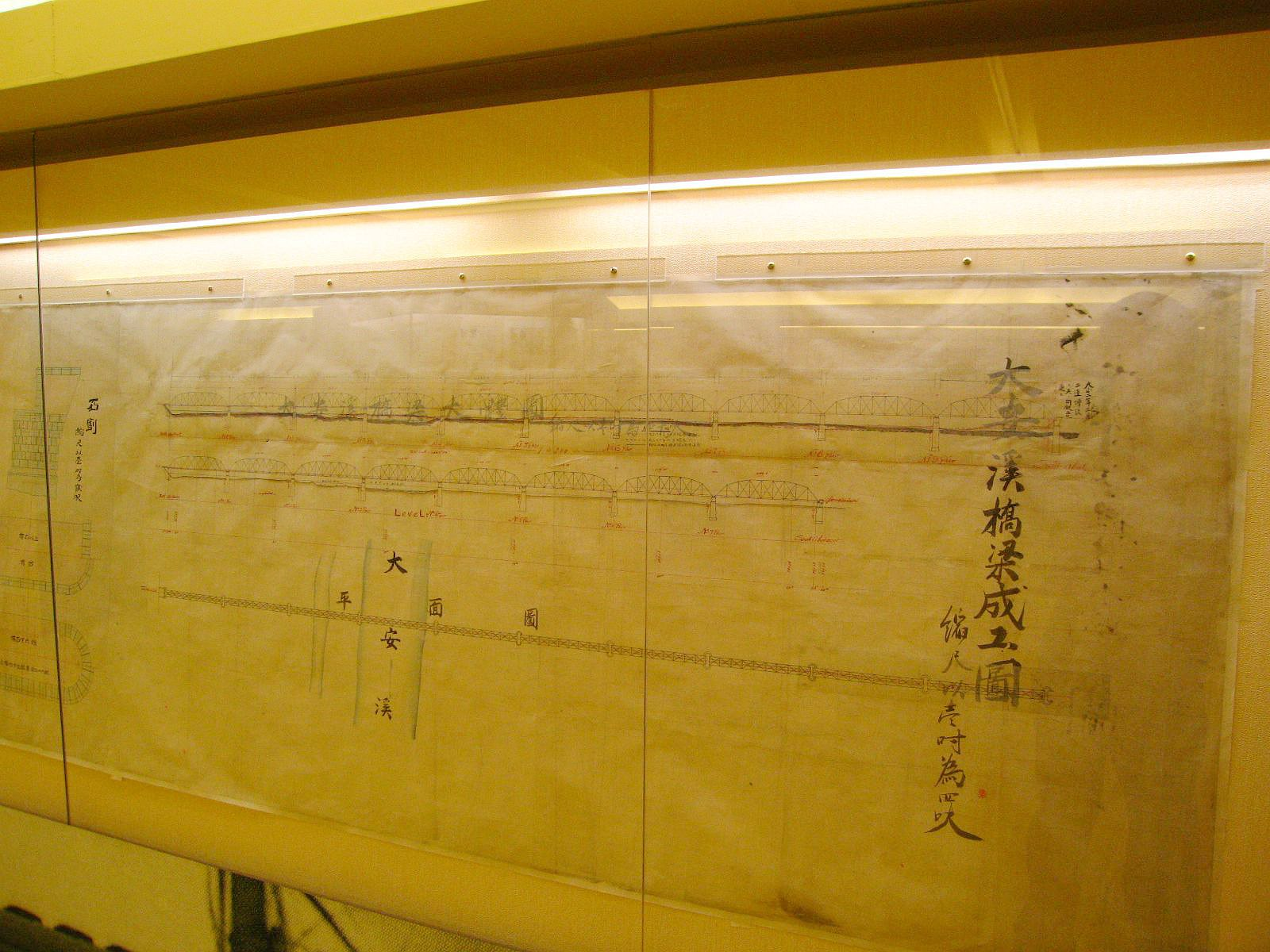
1913年（大正2年）大安溪鐵橋延長竣工圖（10橋孔637公尺）。
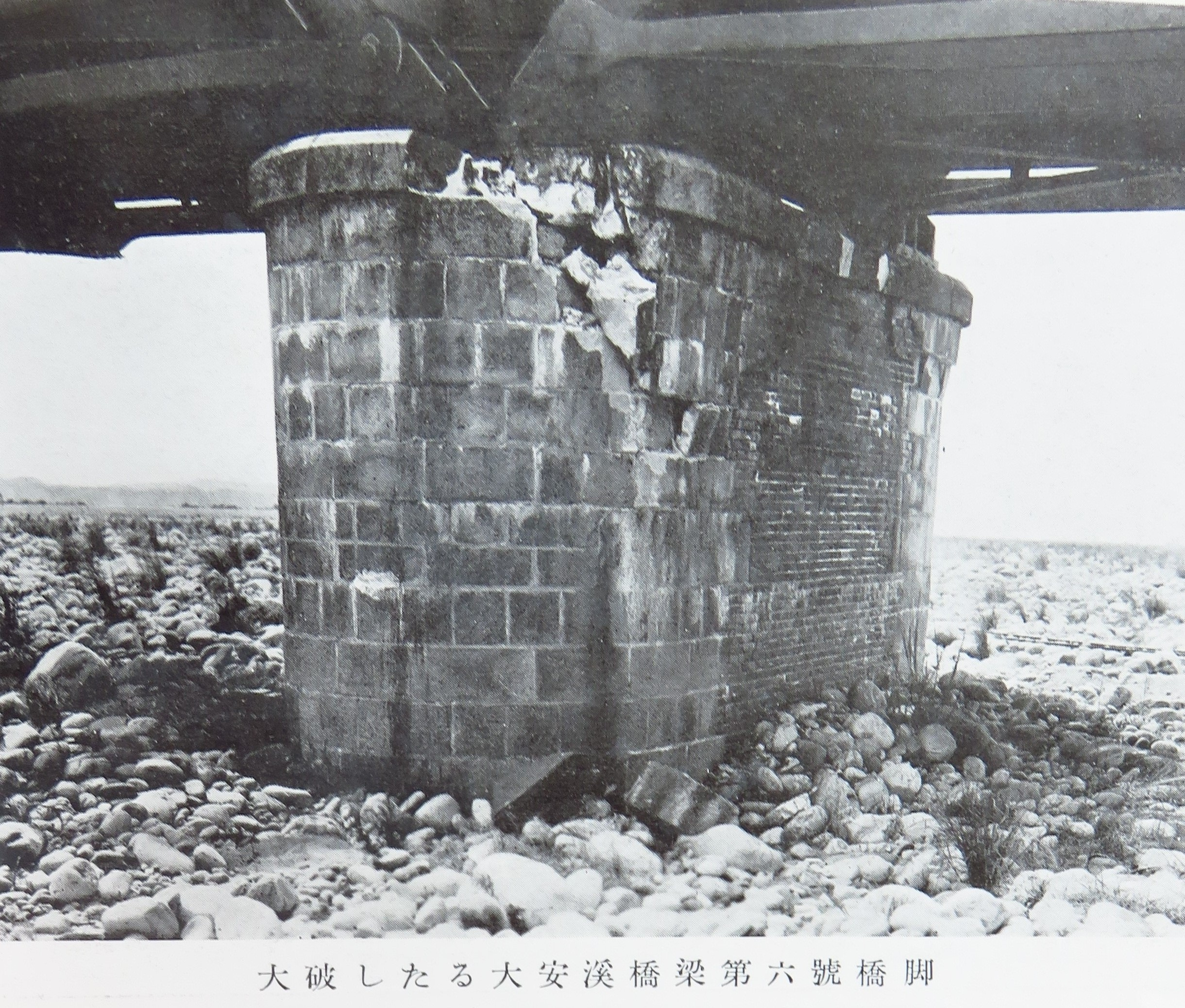
鐵橋的橋墩在1935年（昭和10年）大地震時破損[27]。
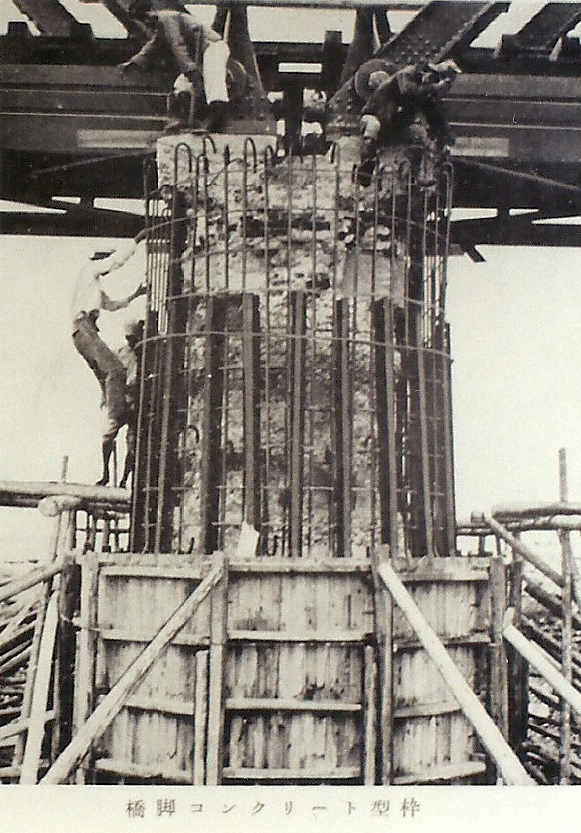
1935年（昭和10年）大地震後的橋墩修復工程[27]。
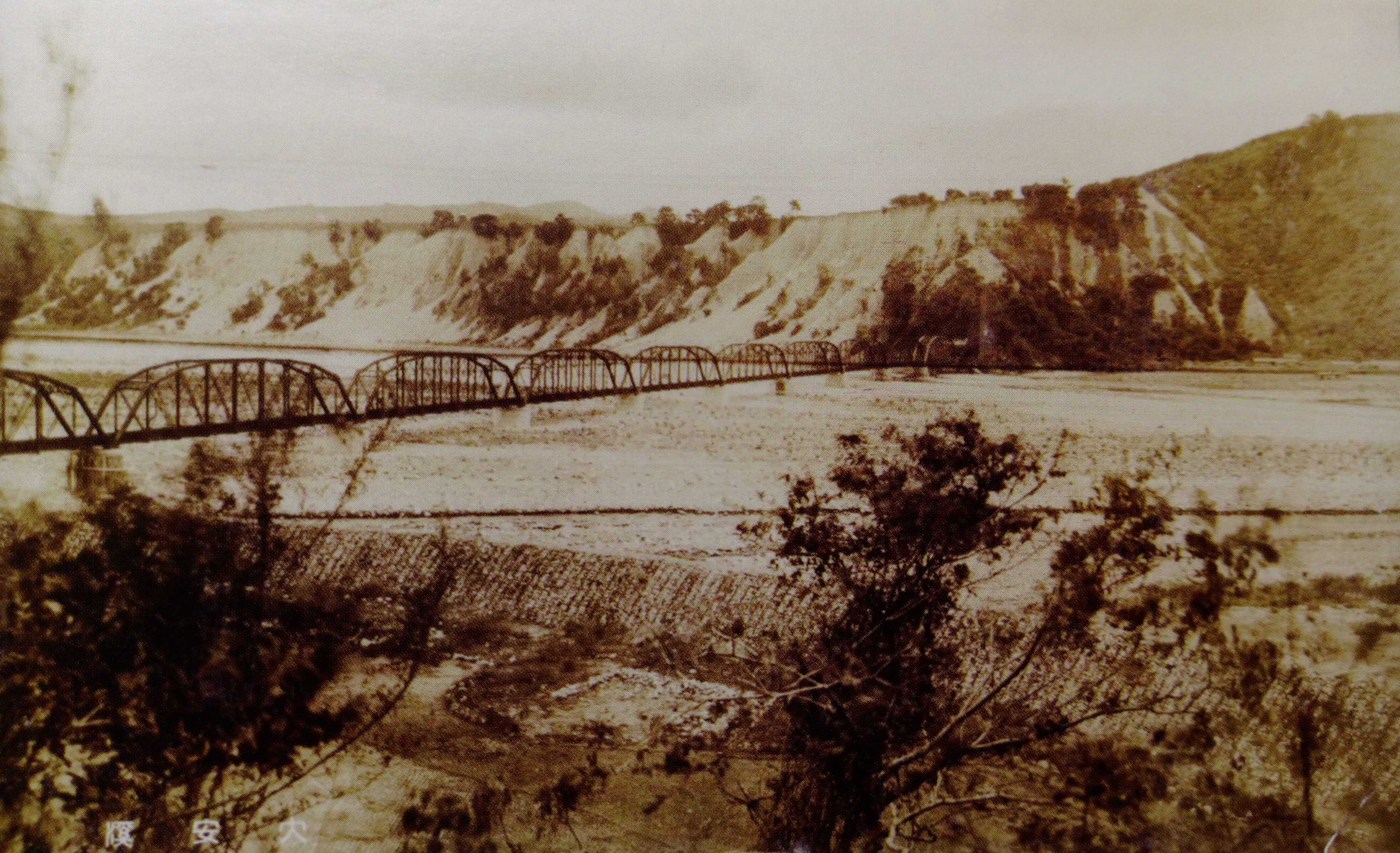
戰前的大安溪鐵橋（1938年）。

## 有關商品
2004年（民國93年）6月1日，張智偉與陳世仁合著《自己蓋大安溪鐵橋》一書（ISBN 9573252244，遠流出版公司出版），是台灣第一本鐵道橋模型書，不只介紹百年的大安溪鐵橋構造，更採縮小比例（107分之1）的方式設計模型，讓讀者可以依說明製作紙模型，實際體會蓋橋及造火車的樂趣。

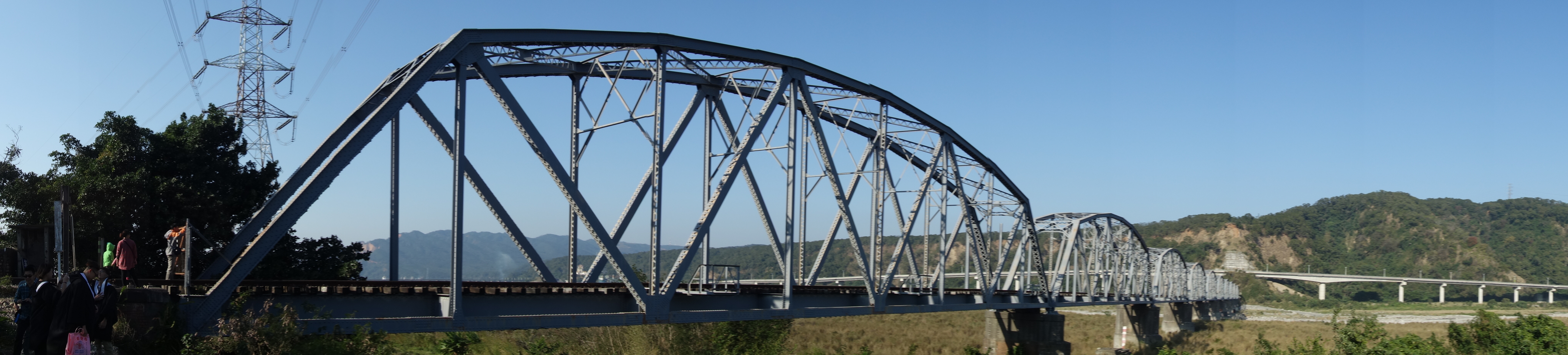
現在的大安溪鐵橋（2017年）。